# Hideo Nagata
Pour les articles homonymes, voir Nagata (homonymie).
Hideo Nagata (長田秀雄, Nagata Hideo) (né le 13 mai 1885 - mort le 5 mai 1949) est un poète et dramaturge japonais de l'ère Showa. Il est également scénariste dans la seconde partie de sa vie. 
Né à Tokyo, Nagata est le fils d'une prêtre shinto du Kikuchi-jinja et le frère du poète Mikihito Nagata. Il s'intéresse à la littérature et à la poésie dès son jeune âge. Il développe son propre style de poésie moderne et le magazine littéraire Myōjō, (« Brillante étoile »), le situe aux côtés de Hakushū Kitahara et Mokutaro Kinoshita. Il se tourne plus tard vers le théâtre moderne puis enfin vers ce media relativement nouveau appelé « cinéma ».  
Il meurt en 1949 et sa tombe se trouve au cimetière Somei à Sugamo, Tokyo.